# Triệu Nhất Đức
Triệu Nhất Đức (tiếng Trung giản thể: 赵一德, bính âm Hán ngữ: Zhào Yī Dé, sinh tháng 2 năm 1965, người Hán) là chính trị gia nước Cộng hòa Nhân dân Trung Hoa. Ông là Ủy viên Ủy ban Trung ương Đảng Cộng sản Trung Quốc khóa XX, Ủy viên dự khuyết khóa XIX, hiện là Bí thư Tỉnh ủy, Chủ nhiệm Ủy ban Thường vụ Nhân đại, Bí thư thứ Nhất Quân khu Thiểm Tây. Ông từng là Phó Bí thư Tỉnh ủy, Bí thư Đảng tổ, Tỉnh trưởng Thiểm Tây; Phó Bí thư chuyên chức Tỉnh ủy Hà Bắc; từng giữ nhiều chức vụ ở Chiết Giang như Thường vụ Tỉnh ủy, Bí thư Thành ủy Hàng Châu, Tổng thư ký Tỉnh ủy, và Bí thư Tỉnh đoàn Chiết Giang.
Triệu Nhất Đức là đảng viên Đảng Cộng sản Trung Quốc, học vị Thạc sĩ Triết học. Ông có sự nghiệp xuất phát điểm từ quê nhà Chiết Giang, từng công tác ở chính quyền địa phương cấp thấp nhất là cấp trấn và từng bước đảm nhiệm vị trí ở các cấp cao hơn.

## Xuất thân và giáo dục
Triệu Nhất Đức sinh tháng 2 năm 1965 tại thành phố cấp huyện Ôn Lĩnh, thuộc địa cấp thị Thai Châu, tỉnh Chiết Giang. Thời trẻ, ông học tập phổ thông và lớn lên ở quê nhà. Giai đoạn từ tháng 9 năm 1980 đến tháng 8 năm 1983, ông học tập ngành nông nghiệp chuyên nghiệp tại Học viện Nông nghiệp và Công nghệ Thai Châu, địa cấp thị Thai Châu. Từ tháng 9 năm 1985 đến tháng 7 năm 1987, ông tham gia khóa học truyền hình, quảng bá tại Đại học Phát thanh và Truyền hình Chiết Giang (Zhejiang Radio and Television University – 浙江广播电视大学) dưới sự điều phối của cán bộ Đảng chính tỉnh.
Từ tháng 8 năm 1995 đến tháng 12 năm 1997, ông được điều về Trung ương, tham gia khóa học kinh tế và quản lý kinh tế tại Trường Đảng Trung ương Đảng Cộng sản Trung Quốc. Tháng 9 năm 1998 đến tháng 1 năm 1999, ông trở về Chiết Giang, tham gia khóa học bồi dưỡng đào tạo cán bộ trung niên và thanh niên tại Trường Đảng Tỉnh ủy Chiết Giang. Đồng thời những năm này, từ tháng 9 năm 1997 đến tháng 12 năm 1999, ông là nghiên cứu sinh ngành Triết học tại Trường Đảng Tỉnh ủy Chiết Giang. Tháng 8 năm 1983, ông được kết nạp Đảng Cộng sản Trung Quốc.

## Sự nghiệp

### Chiết Giang
Tháng 8 năm 1983, sau khi tốt nghiệp học viện Thai Châu, lúc 18 tuổi, Triệu Nhất Đức đã được tuyển dụng làm công vụ viên, công tác tại Văn phòng huyện Ôn Lĩnh. Những năm đầu, ông vừa công tác cán bộ tại cơ quan nhà nước, vừa được điều đi học tập thanh niên. Tháng 8 năm 1987, sau khi tốt nghiệp ngày phát thanh truyền hình ở Đại học Chiết Giang, ông được điều sang công tác ở Đoàn Thanh niên, từ cán bộ, Phó Bí thư đến Bí thư Đoàn Thanh niên huyện Ôn Lĩnh giai đoạn 1987 – tháng 12 năm 1991. Sau đó ông được điều về trấn địa phương, lần lượt là Bí thư Đảng ủy trấn Tân Hà (新河镇), trấn Đường Hạ (塘下镇), trấn Nhược Hoành (箬横镇) cho đến năm 1994.
Tháng 1 năm 1994, ông được điều chuyển đến Đoàn Thanh niên Cộng sản Trung Quốc tỉnh Chiết Giang công tác, giữ chức Phó trưởng Ban Thanh niên nông thôn Tỉnh Đoàn. Từ tháng 11 năm 1996 đến tháng 4 năm 1999, ông giữ chức Trưởng Ban Tổ chức Tỉnh Đoàn Chiết Giang, được bầu là Ủy viên Đảng ủy Tỉnh Đoàn từ tháng 4 năm 1999. Tháng 7 năm 2000, ông được bổ nhiệm làm Phó Bí thư Tỉnh Đoàn Chiết Giang, trở thành Bí thư Tỉnh Đoàn Chiết Giang giai đoạn từ tháng 12 năm 2003 đến tháng 11 năm 2006. Lúc này ông mang cấp hàm chính sảnh, cục. Tháng 11 năm 2006, ông được điều chuyển làm Phó Bí thư Thị ủy Ôn Châu, tỉnh Chiết Giang, kiêm Bí thư Chính pháp Thị ủy Ôn Châu. Tháng 4 năm 2008, ông được bổ nhiệm làm Quyền Thị trưởng Ôn Châu và trở thành Thị trưởng từ tháng 5 năm 2008 đến tháng 9 năm 2011, kiêm nhiệm Phó Bí thư Thị ủy. Từ tháng 9 năm 2011 đến tháng 5 năm 2012, ông chuyển sang vị trí Bí thư Thị ủy Cù Châu, tỉnh Chiết Giang.
Tháng 5 năm 2012, ông được bổ nhiệm làm Tổng thư ký Tỉnh ủy Chiết Giang, được bổ sung là Thường vụ Tỉnh ủy Chiết Giang vào tháng 6. Đây là chức vụ cấp hàm phó tỉnh, bộ. Ông công tác vị trí này trong thời gian 2012 đến tháng 9 năm 2015. Từ tháng 9 năm 2015 đến tháng 3 năm 2018, Triệu Nhất Đức giữ vị trí Thường vụ Tỉnh ủy Chiết Giang, Bí thư Thành ủy Hàng Châu. Vào tháng 10 năm 2017, ông được bầu làm Ủy viên dự khuyết Ủy ban Trung ương Đảng Cộng sản Trung Quốc khóa XIX tại Đại hội Đảng Cộng sản Trung Quốc lần thứ 19. Triệu Nhất Đức trải qua sự nghiệp chủ yếu ở quê nhà Chiết Giang, đặc biệt giai đoạn 2003 – 2006, khi ông là Bí thư Tỉnh đoàn tỉnh Chiết Giang, phụ tá lãnh đạo, Bí thư Tỉnh ủy tỉnh Chiết Giang bấy giờ chính là Tập Cận Bình.

### Hà Bắc
Tháng 3 năm 2018, Triệu Nhất Đức được điều chuyển tới tỉnh Hà Bắc, chỉ định vào Ủy ban Thường vụ Tỉnh ủy, giữ chức Phó Bí thư chuyên chức Tỉnh ủy tỉnh Hà Bắc. Đây được xem là thời gian công tác linh hoạt của ông.

### Thiểm Tây
Tháng 7 năm 2020, ông được điều chuyển sang tỉnh Thiểm Tây, giữ chức Thường vụ Tỉnh ủy, Phó Bí thư Tỉnh ủy tỉnh Thiểm Tây. Ngày 31 tháng 7 năm 2020, tại Hội nghị chuyển giao lãnh đạo tỉnh Thiểm Tây, Triệu Nhất Đức được bổ nhiệm chức vụ Bí thư Đảng tổ Chính phủ tỉnh Thiểm Tây, chức vụ lãnh đạo Chính phủ tỉnh và chuẩn bị cho vị trí Tỉnh trưởng Chính phủ Nhân dân tỉnh Thiểm Tây. Ngày 02 tháng 8 năm 2020, tại Hội nghị Nhân Đại Thiểm Tây, Ủy ban Thường vụ Nhân Đại đã bầu Triệu Nhất Đức giữ chức vụ Quyền Tỉnh trưởng Chính phủ Nhân dân tỉnh Thiểm Tây. Ngày 25 tháng 8, Hội nghị thứ tư Nhân Đại Thiểm Tây thông qua, bầu Triệu Nhất Đức làm Tỉnh trưởng Thiểm Tây. Cuối tháng 5 năm 2022, ông được bầu là đại biểu của Thiểm Tây dự Đại hội Đảng Cộng sản Trung Quốc lần thứ XX. Trong quá trình bầu cử tại đại hội, ông được bầu là Ủy viên Ủy ban Trung ương Đảng Cộng sản Trung Quốc khóa XX. Ngày 27 tháng 11 cùng năm, Triệu Nhất Đức được giao nhiệm vụ giữ vị trí Bí thư Tỉnh ủy Thiểm Tây, kế nhiệm Ủy viên Cục Chính trị Lưu Quốc Trung, và là Bí thư Tỉnh ủy trẻ tuổi nhất cả nước khi nhậm chức.